# 莱斯莉·安·沃伦
莱斯莉·安·沃伦（英語：Lesley Ann Warren，1946年8月16日—），女，美国演员。曾获得金球奖剧情类剧集最佳女主角。